# Rio Bolduţ
O Rio Bolduţ é um rio da Romênia afluente do Rio Valea Largă, localizado no distrito de Cluj.